# 鳴門海峡 (伍代夏子の曲)
「鳴門海峡」（なるとかいきょう）は、1996年4月21日に発売された伍代夏子のシングルである。

## 解説
- 第47回NHK紅白歌合戦出場曲。

## 収録曲
- 全曲作曲：水森英夫

1. 鳴門海峡
  - 作詞：吉岡治／編曲：馬場良
2. 鳴門海峡（オリジナル・カラオケ）
3. おもかげ河
  - 作詞：たきのえいじ／編曲：前田俊明
4. おもかげ河（オリジナル・カラオケ）